# ショッピングパークアスク
ショッピングパークアスクは福島県須賀川市志茂にあるショッピングモール。

## 概要
1995年11月に地元主導の共同店舗として創業。地元の産物を扱っているふくしま市場、薬局、スーパーマーケット、ファッション店、書店など複数の店舗が軒を連ねる。